# Þór Akureyri
Þór Akureyri (Íþróttafélagið Þór) ist ein isländischer Sportverein aus Akureyri.

## Geschichte
Der Klub wurde am 6. Juni 1915 gegründet. Im Jahr 1929 fusionierte der Verein mit KA Akureyri zu ÍBA Akureyri. Diese Fusion wurde jedoch 1974 wieder gelöst und der Verein läuft seitdem unter dem heutigen Namen Þór Akureyri auf. Þór (auch: Thór) ist der Gott des Donners in der germanisch-nordischen Mythologie.

## Fußballabteilung
Þór Akureyri spielte insgesamt 17 Jahre in der Pepsideild, der höchsten isländischen Fußballliga. Zuletzt in der Saison 2014. In der Saison 2011 sind sie als Aufsteiger zwar direkt am Ende der Saison wieder abgestiegen, konnten sich jedoch als unterlegener Pokalfinalist für die UEFA Europa League qualifizieren. Nach dem 2012 erfolgten Wiederaufstieg, stieg die Mannschaft 2014 wieder ab.

Der bekannteste Fußballer, der seine Jugendzeit bei Þór verbrachte, ist Aron Gunnarsson, aktueller Kapitän der isländischen Fußballnationalmannschaft.

## Erfolge
- Fußballabteilung
  - Isländische Meisterschaft: 3. Platz (1985 und 1992)
  - Isländischer Pokal: Finalist (2011)
- Basketballabteilung
  - Isländischer Meister (5): 1967, 1977, 1994, 2005, 2007

## Europapokalbilanz
| Saison  | Wettbewerb         | Runde                  | Gegner            | Gesamt | Hin     | Rück    |
| ------- | ------------------ | ---------------------- | ----------------- | ------ | ------- | ------- |
| 2012/13 | UEFA Europa League | 1. Qualifikationsrunde | Bohemians Dublin  | 5:1    | 0:0 (A) | 5:1 (H) |
| 2012/13 | UEFA Europa League | 2. Qualifikationsrunde | FK Mladá Boleslav | 0:4    | 0:3 (A) | 0:1 (H) |

Gesamtbilanz: 4 Spiele, 1 Sieg, 1 Unentschieden, 2 Niederlagen, 5:5 Tore (Tordifferenz ±0)